# Раубичи (деревня)
Раубичи (транслит. Raŭbičy, бел. Раўбічы) — деревня в Минском районе Минской области. Входит в состав Острошицко-Городокского сельсовета.
Поселок расположен в 17 км к северо-востоку от Минска на берегу Дубровского водохранилища на реке Усяжа, на трассе H9059. 114 хозяйств, 266 жителей (2010 г.).

## История
В 1597 году было заселено имение Прилепа, владение православной церкви в Минском воеводстве Великого княжества Литовского. В 1712 году упоминается как деревня Ровбичи в составе имения Прилепы, владения Киевского митрополита, в Минском воеводстве ВКЛ.
После Второго раздела Речи Посполитой в 1793 году она вошла в состав Российской империи. В 1800 году это была деревня, 13 дворов, 94 жителя, собственность подполковника Ф. Городецкого. В 1858 году собственность помещиков И. Кучинского и К. Равенской, в Минском уезде. В 1858 году был построен костёл, в 1866 году преобразован в православную Свято-Успенскую церковь. В 1897 году деревня имело, 32 двора, 235 жителей, бондарское хозяйство, в Острошицко-Городоцкой волости Минского уезда. 4 июня 1906 года жители села столкнулись с полицией, когда те пытались угнать скот со спорных пастбищ. В 1917 году в деревне было 34 двора и 244 жителя.
С февраля по декабрь 1918 года деревня было оккупировано войсками кайзеровской Германии, с июля 1919 г. по июль 1920 г. — войсками Польши.
С 1919 года в составе БССР. В 1918 году здесь была начальная школа, в которой в 1924 году обучалось 68 учащихся. С 20 августа 1924 года. В году деревня в Острошицко-Городокском с/с Острошицко-Городокского района Минского округа (до 26 июля 1930 года). В 1926 году в деревне было 42 двора, 237 жителей, в хуторе 4 двора, 17 жителей. С 18 января 1931 года. в Логойском районе. В 1930-е годы был создан колхоз «Первая Мая». С 26 мая 1935 года, деревня в Минской области. С 20 февраля 1938 года г. в Минской области В 1941 году в селе было 40 дворов и 165 жителей. В годы Великой Отечественной войны, с конца июня 1941 года по начало июля 1944 года, был оккупирован немецко-фашистскими захватчиками, которые сожгли двор и убили 4 жителей.
В 1997 году насчитывалось 73 фермерских хозяйства, 131 житель. В 2010 году основная школа, магазин.

## Население
- 1800 г. — 94 жителя, 13 дворов.
- 1897 г. — 235 жителей, 32 двора.
- 1917 г. — 244 жителя, 34 двора.
- 1926 г. — 237 жителей, 42 двора.
- 1941 г. — 165 жителей, 48 дворов.
- 1997 г. — 131 житель, 73 двора.
- 2001 г. — 180 жителей, 75 дворов [2].

## Достопримечательности
- Костёл святого апостола Матфея (построена в 1858-62 гг.), сейчас в нём располагается музей белорусского народного искусство.
- Республиканский центр олимпийской подготовки по зимним видам спорта «Раубичи»